# Kordian Piwowarski
Kordian Piwowarski (ur. 30 grudnia 1978 w Warszawie) – polski reżyser filmowy i scenarzysta. Syn reżysera Radosława Piwowarskiego. W 2003 roku ukończył studia na Wydziale Reżyserii Filmowej i Telewizyjnej PWSFTviT w Łodzi. W latach dziewięćdziesiątych był członkiem ekip hip-hopowych Sin Semilla i Southcentral, gdzie działał pod pseudonimem Funky Cork.

## Filmografia
- 2019: Miszmasz, czyli kogel-mogel 3 – reżyseria
- 2013: Baczyński – reżyseria, scenariusz, operator kamery, montaż
- 2009: Londyńczycy 2 – reżyseria i obsada, odcinki serialu: 7–8
- 2007–2013: Na dobre i na złe – reżyseria, odcinki serialowe: 276, 301–302, 315–317, 333, 335–336, 339–341, 351, 356–357, 369–371, 375–377, 395–400, 413–415, 436–438, 454–456, 466–468, 487–489, 511–513

### Etiudy szkolne
- 2004: Łódź płynie dalej – reżyseria, scenariusz, obsada
- 2002: Amalia – reżyseria, scenariusz
- 2001: Jaskinia filozofów – reżyseria, zdjęcia
- 2000: Same kłopoty – reżyseria
- 2000: Skóra – reżyseria, scenariusz

### Inny udział
- 2007: Katyń – asystent reżysera
- 2004: Piekło niebo z cyklu Święta polskie – asystent reżysera
- 2001: Noc czerwcowa – współpraca reżyserska przy spektaklu telewizyjnym
- 1987: Pociąg do Hollywood – obsada aktorska (jako mały playboy)